# 정부인 안동 장씨
정부인 안동 장씨(貞夫人 安東 張氏, 1598년 12월 21일(음력 11월 24일)~ 1680년 8월 1일(음력 7월 7일))는 조선 중기의 문인, 요리 연구가로, 본명은 장계향(張桂香)이다. 조선시대 중기 이후의 요리 방법을 순한글로 기록한 《음식디미방》을 남겼다.

## 생애
그녀는 1598년 경상도 안동부에서 성리학자 장흥효의 딸로 태어났다. 흔히 정부인 안동 장씨로 알려졌는데, 정부인은 그녀의 작위로, 사후 아들 이현일이 정2품에 오르면서 정부인에 추증되었던 것이다. 1616년 참봉 이시명과 결혼하여 슬하에 6남 2녀를 두었다. 퇴계학통을 계승한 학자 이휘일과, 숙종 때의 남인의 이론가의 한사람인 갈암 이현일(李玄逸)이 그의 아들들이다. 1680년 사망하였으며, 1690년 아들 현일의 영귀로 정부인에 추증되었다.

## 저서
그녀의 작품으로 《음식디미방》과 《맹호도》 그리고 시 9편이 전해지고 있다. 《음식디미방》은 그의 집안 며느리와 딸들에게만 전해지던 것으로, 종부를 통해서 계속 전해졌으며, 기타 며느리나 딸들은 원본을 물려받을 수 없고, 다만 필사본을 베껴갈 수는 있도록 허락하였다. 조선시대 중기의 다양한 요리 방법이 기록된 《음식디미방》은 1910년에 와서 우연히 대중에 공개되었다.

## 같이 보기
| - 신사임당 - 임윤지당 - 강정일당 - 허초희 - 황진이 | - 이시명 - 이휘일 - 이현일 |